# هند (محافظة ساسانية)
هند (تهجئة هندستان أيضًا) كان اسم مقاطعة ساسانية جنوب شرق البلاد تقع بالقرب من نهر السند. حدود المقاطعة غامضة. اقترح المؤرخ النمساوي وعالم النقود نيكولاس شيندل أن المقاطعة ربما تتوافق مع منطقة السند، حيث سك الساسانيون بشكل ملحوظ عملات ذهبية فريدة لأنفسهم. وطبقًا للمؤرخ الحديث سي جيه برونر، فإن المقاطعة ربما تضمنت مناطق نهر السند، بما في ذلك الجزء الجنوبي من البنجاب، كلما تم إنشاء الولاية القضائية.